# Euphaedra (Proteuphaedra) aubergeri
Euphaedra (Proteuphaedra) aubergeri es una especie de Lepidoptera de la familia Nymphalidae, subfamilia Limenitidinae, tribu Adoliadini, pertenece al género Euphaedra, subgénero (Proteuphaedra).

## Localización
Esta especie de mariposa se distribuye por Costa de Marfil (África).